# Brajda
Brájda ali létvenik je ogrodje, na katerem je  napeljana vinska trta, sadno drevje ali pa rože. Material, iz katerega je ali pa so narejene, je: les, železo, beton  ter različne kombinacije. Tudi  oblika  brajd je različna. Odvisna je od trte, kako je razraščena. Brajdam pravimo tudi  brájdnik , narečno pa obrájda   na vzhodnoštajerskem. 